# Calau bectorrat
El calau bectorrat(Lophoceros semifasciatus) és una espècie d'ocell de la família dels buceròtids (Bucerotidae) habitualment considerat una subespècie de Lophoceros fasciatus però considerat una espècie diferent modernament, en algunes classificacions.

## Hàbitat i distribució
Habita zones forestals de l'Àfrica Occidental, des del Senegal i Gàmbia fins al sud de Nigèria.